# Jutotzas
Jutotzas (em grego medieval: Ἰουτοτζᾶς; romaniz.: Ioutotzas) foi um nobre húngaro do final do século IX e começo do X. Era filho de Arpades e irmão de Tarcatzus, Jeleco, Zaltas e talvez Liuntica. Teve ao menos dois filhos conhecidos, Falitzis e Tases. Se sugere marginalmente que talvez Ezeleco, dito filho de Jeleco, seja uma confusão das fontes e possa então ser associado a Jutotzas.